# Swietłana Paramygina
Swietłana Wiaczesławowna Paramygina (ros.: Светлана Вячеславовна Парамыгина; biał.: Святлана Вячаславаўна Парамыгіна, Swiatłana Wiaczasławauna Paramyhina; ur. 5 kwietnia 1965 w Swierdłowsku) – biathlonistka białoruska, reprezentująca również ZSRR, wicemistrzyni olimpijska i pięciokrotna medalistka mistrzostw świata.

## Kariera
Biathlon zaczęła trenować w 1983 roku. W Pucharze Świata zadebiutowała 14 grudnia 1989 roku w Obertilliach, zajmując dziewiąte miejsce w biegu indywidualnym. Tym samym już w swoim debiucie zdobyła pierwsze punkty. Pierwszy raz na podium zawodów pucharowych stanęła 25 stycznia 1990 roku w Ruhpolding, gdzie była trzecia w tej samej konkurencji. W kolejnych startach jeszcze 21 razy stanęła na podium, odnosząc przy tym dziewięć zwycięstw: 15 stycznia 1994 roku w Ruhpolding, 22 stycznia 1994 roku w Anterselvie, 12 marca 1994 roku w Hinton i 11 marca 1995 roku w Lahti wygrywała w sprintach, a 10 marca 1994 roku w Hinton, 26 stycznia 1995 roku w Ruhpolding, 16 marca 1995 roku w Lillehammer, 9 grudnia 1995 roku w Östersund, 13 marca 1997 roku w Nowosybirsku była najlepsza w biegach indywidualnych. Najlepsze wyniki osiągnęła w sezonie 1993/1994, kiedy zajęła zwyciężyła w klasyfikacji generalnej i klasyfikacji sprintu, a w klasyfikacji biegu indywidualnego była druga. W sezonie 1994/1995 była druga w klasyfikacji generalnej, przegrywając tylko z Francuzką Anne Briand. W tym samym sezonie była też najlepsza w klasyfikacji biegu indywidualnego, a w klasyfikacji sprintu zajęła trzecie miejsce. Ponadto w sezonie 1996/1997 była trzecia w klasyfikacji biegu indywidualnego.
Pierwszy medal w karierze zdobyła jeszcze jako reprezentantka ZSRR, wspólnie z Jeleną Bacewicz, Jeleną Gołowiną i Swietłaną Dawydową zwyciężając w biegu drużynowym na mistrzostwach świata w Mińsku/Oslo/Kontiolahti w 1990 roku. Następnie wynik ten reprezentacja ZSRR powtórzyła podczas mistrzostw świata w Lahti rok później. Kolejne medale wywalczyła na rozgrywanych w 1993 roku mistrzostwach świata w Borowcu. Najpierw wspólnie z Natalją Piermiakową, Natalją Syczową i Natalją Ryżenkową zajęła drugie miejsce w biegu drużynowym. Następnie stanęła na najniższym stopniu podium w biegu indywidualnym, ulegając tylko Niemce Petrze Schaaf i Myriam Bédard z Kanady.
W 1994 roku wystartowała na igrzyskach olimpijskich w Lillehammer, gdzie zajęła drugie miejsce w sprincie. W zawodach tych rozdzieliła Myriam Bédard i Wałentynę Cerbe z Ukrainy, tracąc do zwyciężczyni 1,1 sekundy. Na tej samej imprezie była też czwarta w biegu indywidualnym, przegrywając walkę o podium z Niemką Uschi Disl o 6 sekund. W tym samym roku zdobyła też złoty medal w biegu drużynowym na mistrzostwach świata w Canmore, startując razem z Piermiakową, Ryżenkową i Iryną Kakujewą. Była też między innymi czwarta w tej konkurencji podczas mistrzostw świata w Ruhpolding w 1996 roku oraz w biegu indywidualnym podczas mistrzostw świata w Anterselvie rok wcześniej, gdzie walkę o medal przegrała z Ekateriną Dafowską z Bułgarii. Ponadto Paramygina zdobyła złoty medal w biegu indywidualnym na mistrzostwach Europy w Grand-Bornand w 1995 roku oraz srebrny w biegu pościgowym podczas mistrzostw Europy w Zakopanem pięć lat później.

## Osiągnięcia

### Igrzyska olimpijskie
| Rok  | Miejscowość | Konkurencje | Konkurencje | Konkurencje | Konkurencje | Konkurencje | Konkurencje | Konkurencje |
| Rok  | Miejscowość | IN          | SP          | PU          | MS          | RL          | MR          | SR          |
| ---- | ----------- | ----------- | ----------- | ----------- | ----------- | ----------- | ----------- | ----------- |
| 1992 | Albertville | 21.         | –           | nd.         | nd.         | –           | nd.         | –           |
| 1994 | Lillehammer | 4.          | 2.          | nd.         | nd.         | 6.          | nd.         | –           |
| 1998 | Nagano      | 12.         | 24.         | nd.         | nd.         | 12.         | nd.         | –           |

### Mistrzostwa świata
| Rok  | Miejscowość            | Konkurencje | Konkurencje | Konkurencje | Konkurencje | Konkurencje | Konkurencje | Konkurencje |
| Rok  | Miejscowość            | IN          | SP          | PU          | MS          | RL          | MR          | SR          |
| ---- | ---------------------- | ----------- | ----------- | ----------- | ----------- | ----------- | ----------- | ----------- |
| 1990 | Mińsk/Oslo/Kontiolahti | 3.          | –           | nd.         | nd.         | –           | nd.         | –           |
| 1991 | Lahti                  | –           | –           | nd.         | nd.         | –           | nd.         | –           |
| 1993 | Borowec                | 20.         | 1.          | nd.         | nd.         | 3.          | nd.         | –           |
| 1995 | Anterselva             | 5.          | 50.         | nd.         | nd.         | 5.          | nd.         | –           |
| 1996 | Ruhpolding             | 45.         | –           | nd.         | nd.         | 3.          | nd.         | –           |
| 1997 | Osrblie                | 8.          | 21.         | 23.         | nd.         | 5.          | nd.         | –           |
| 1998 | Pokljuka/Hochfilzen    | nd.         | nd.         | 16.         | nd.         | nd.         | nd.         | –           |
| 1999 | Kontiolahti/Oslo       | 24.         | 1.          | 2.          | 20.         | 4.          | nd.         | –           |
| 2000 | Oslo/Lahti             | 3.          | 4.          | 1.          | 17.         | 3.          | nd.         | –           |
| 2001 | Pokljuka               | –           | 11.         | 17.         | 22.         | 12.         | nd.         | –           |

### Puchar Świata
| Sezon     | Miejsce |
| --------- | ------- |
| 1989/1990 | 9.      |
| 1990/1991 | 58.     |
| 1991/1992 | 23.     |
| 1992/1993 | 13.     |
| 1993/1994 | 1.      |
| 1994/1995 | 2.      |
| 1995/1996 | 10.     |
| 1997/1998 | 17.     |
| 1998/1999 | 21.     |
| 1999/2000 | 27.     |
| 2000/2001 | 27.     |

#### Miejsca na podium chronologicznie
| Lp. | Dzień       | Rok  | Miejscowość | Konkurencja                | Lokata | Pudła   | Czas biegu | Strata  | Zwycięzca         |
| --- | ----------- | ---- | ----------- | -------------------------- | ------ | ------- | ---------- | ------- | ----------------- |
| 1.  | 25 stycznia | 1990 | Ruhpolding  | Bieg indywidualny na 15 km | 3.     | 0+2+0+1 | 58:50,7    | +1:05,7 | Jelena Gołowina   |
| 2.  | 19 grudnia  | 1992 | Pokljuka    | Sprint na 7,5 km           | 2.     | 1+0     | 29:00,3    | +13,4   | Petra Behle       |
| 3.  | 11 lutego   | 1993 | Borowec     | Bieg indywidualny na 15 km | 3.     | 0+1+2+0 | 50:32,9    | +1:43,7 | Petra Behle       |
| 4.  | 6 marca     | 1993 | Lillehammer | Sprint na 7,5 km           | 3.     | 0+0     | 25:29,5    | +21,1   | Anfisa Riezcowa   |
| 5.  | 13 stycznia | 1994 | Ruhpolding  | Bieg indywidualny na 15 km | 2.     | 0+1+1+1 | 49:14,7    | +18,1   | Emmanuelle Claret |
| 6.  | 15 stycznia | 1994 | Ruhpolding  | Sprint na 7,5 km           | 1.     | 1+0     | 25:35,8    | –       | –                 |
| 7.  | 22 stycznia | 1994 | Anterselva  | Sprint na 7,5 km           | 1.     | 0+0     | 22:40,7    | –       | –                 |
| 8.  | 23 lutego   | 1994 | Lillehammer | Sprint na 7,5 km           | 2.     | 2+0     | 26:08,8    | +1,1    | Myriam Bédard     |
| 9.  | 10 marca    | 1994 | Hinton      | Bieg indywidualny na 15 km | 1.     | 0+3+0+0 | 51:15,2    | –       | –                 |
| 10. | 12 marca    | 1994 | Hinton      | Sprint na 7,5 km           | 1.     | 0+0     | 24:51,1    | –       | –                 |
| 11. | 19 marca    | 1994 | Canmore     | Sprint na 7,5 km           | 2.     | 1+0     | 21:31,1    | +2,6    | Nadieżda Tałanowa |
| 12. | 8 grudnia   | 1994 | Bad Gastein | Bieg indywidualny na 15 km | 3.     | 0+0+0+1 | 53:21.3    | +1:24,4 | Anne Briand       |
| 13. | 26 stycznia | 1995 | Ruhpolding  | Bieg indywidualny na 15 km | 1.     | 0+0+0+1 | 45:41,5    | –       | –                 |
| 14. | 11 marca    | 1995 | Lahti       | Sprint na 7,5 km           | 1.     | 0+0     | 30:37,2    | –       | –                 |
| 15. | 16 marca    | 1995 | Lillehammer | Bieg indywidualny na 15 km | 1.     | 1+0+0+1 | 52:42,1    | –       | –                 |
| 16. | 9 grudnia   | 1995 | Östersund   | Bieg indywidualny na 15 km | 1.     | 0+0     | 23:46,4    | –       | –                 |
| 17. | 16 grudnia  | 1995 | Oslo        | Sprint na 7,5 km           | 3.     | 0+0     | 20:09,6    | +32,8   | Uschi Disl        |
| 18. | 5 grudnia   | 1996 | Östersund   | Bieg indywidualny na 15 km | 3.     | 0+1+0+1 | 46:08,1    | +1:27,1 | Anna Sprung       |
| 19. | 7 grudnia   | 1996 | Östersund   | Sprint na 7,5 km           | 2.     | 0+0     | 23:13,3    | +45,3   | Olga Mielnik      |
| 20. | 13 marca    | 1997 | Nowosybirsk | Bieg indywidualny na 15 km | 1.     | 0+0+0+0 | 54:02,8    | –       | –                 |
| 21. | 15 marca    | 1997 | Nowosybirsk | Sprint na 7,5 km           | 3.     | 0+0     | 26:30,3    | +16,5   | Petra Behle       |
| 22. | 16 marca    | 1997 | Nowosybirsk | Bieg masowy na 12,5 km     | 2.     | 0+1+0+0 | 27:05,4    | +13,9   | Anna Sprung       |